# Бюст Александра II (Киев)

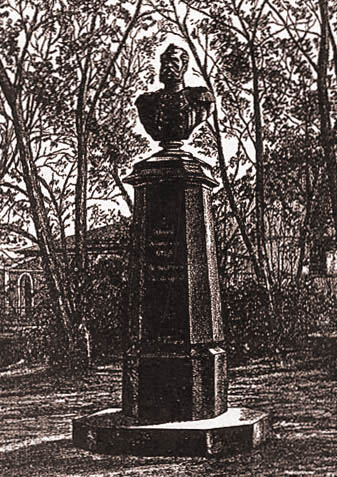
Бюст Александра II в Киеве

Бюст Алекса́ндра II в Ки́еве установлен в 1883 году на частные средства при Институте благородных девиц. Снесён большевиками в 1920-х годах
1 марта 1881 года император Александр II погиб вследствие теракта в Санкт-Петербурге. В 1883 году, в память о его царствовании, на средства воспитанниц и преподавательниц киевского Института благородных девиц, в сквере на его подворье был установлен бронзовый бюст императора. Он размещался на лабрадоритовом пьедестале.
С приходом большевиков в 1920-х годах, бюст императора переплавили, а на пьедестале установили бюст одного из сотрудников НКВД. Позднее был снесён и этот памятник, дальнейшая его судьба неизвестна.